# 迷城 (電影)
《迷城》（英語：Wild City），前稱《暴走迷城》，是由北京东方画面影业有限公司出品，香港导演林嶺東、钱文锜执导，古天乐、余文乐、佟丽娅、张孝全領銜主演；任达华、谢天华、李灿森、高捷、马浴柯主演的香港動作電影。
本片亦是林嶺東繼《鐵三角》後，暌別七年後回歸香港影壇的長片作品。2015年7月30日在中国大陆、8月6日在馬來西亞、8月20日在香港及澳門、8月28日在台湾上映。

## 演員表
| 演員   | 角色                                     |
| ------ | ---------------------------------------- |
| 古天樂 | 郭天民，前警察，辭職後為酒吧老闆         |
| 余文樂 | 郭少聰，計程車司機，郭天民同父異母之弟弟 |
| 佟麗婭 | 唐雲 (小雲)                              |
| 張孝全 | 張黑 (黑頭哥)                            |
| 任達華 | 王警官                                   |
| 謝天華 | 蔣佐治律師                               |
| 李璨琛 |                                          |
| 高捷   | 王高強                                   |
| 马浴柯 |                                          |
| 伍允龍 |                                          |
| 姜皓文 |                                          |
| 林子善 |                                          |
| 元秋   | 花姊                                     |
| 尹子維 |                                          |
| 蔣祖曼 |                                          |
| 王傑   |                                          |
| 黃德斌 |                                          |
| 麥長青 |                                          |
| 黃智賢 |                                          |
| 王學兵 |                                          |
| 馮凊汶 |                                          |

## 製作
- 於2014年6月正式開機，曾於九龍灣一帶進行拍攝。[5]
- 於2014年7月3日，於香港一家酒店舉行開鏡酒會。[6]
- 2015年上映。

## 票房
中国大陆首周4天收获8800万人民币列第五位，次周以4700万蝉联第五，最终累计1.4886亿。

## 外部連結
- 迷城的Facebook專頁
- 香港影庫上《迷城》的資料（繁體中文）
- 互联网电影数据库（IMDb）上《迷城》的资料（英文）
- 豆瓣电影上《迷城》的資料 （简体中文）